# Pedro Cachín
Pedro Cachín (Bell Ville, 12 aprile 1995) è un tennista argentino.
Specialista della terra battuta, ha vinto in carriera un torneo dell'ATP Tour 250 e diversi titoli nei circuiti minori. I suoi migliori ranking ATP sono stati il 48º in singolare nell'agosto 2023 e il 219º in doppio nel maggio del 2022. Ha esordito nella squadra argentina di Coppa Davis nel 2023.

## Carriera

### Juniores
Gioca nell'ITF Junior Circuit tra il 2011 e il 2013 e vince in totale 4 titoli in singolare (2 di Grade 1) e tre in doppio (uno di Grade 1). Nel 2011 prende parte alla Coppa Davis Junior e vince alcuni incontri, ma l'Argentina non va oltre il terzo posto nel girone di round-robin e chiude al 12º posto. Il miglior risultato nei tornei di Grade A è la finale raggiunta in doppio assieme a Quentin Halys alla Copa Gerdau in Brasile nel 2012. Nel dicembre 2013 raggiunge l'8º posto nel ranking mondiale juniores.

### 2011-2014, inizi da professionista e primi titoli ITF
Le sue prime partecipazioni a tornei Futures risalgono al 2011; nel 2013 vince il primo titolo Futures in doppio in Cile e raggiunge le prime finali in singolare. Verso fine stagione vince i suoi primi incontri nell'ATP Challenger Tour. L'anno successivo conquista i primi due titoli in singolare, il primo in giugno all'Italy F19 di Siena, dove si impone anche in doppio in coppia con il connazionale Pablo Galdon, e il secondo a luglio allo Spain F19 di Dénia. In ottobre disputa a Cordoba la prima semifinale Challenger, viene sconfitto da Maximo Gonzalez dopo aver eliminato il nº 101 del ranking Horacio Zeballos e a fine torneo entra per la prima volta nella top 300. Il mese successivo arriva in semifinale anche al Challenger di Montevideo e sale al 236º posto mondiale.

### 2015, primo titolo Challenger e top 200
Nel 2015 gioca le qualificazioni in sette tornei del circuito maggiore ai tornei del circuito maggiore, viene eliminato nel turno decisivo a Casablanca e Gstaad, vince qualche altro incontro ma non riesce mai a superarle, uscendo al secondo turno al 500 di Barcellona e al primo turno a Wimbledon, sconfitto da Jimmy Wang alla sua prima esperienza in una prova del Grande Slam. A settembre conquista il primo trofeo Challenger a Siviglia superando in finale il nº 54 del mondo Pablo Carreño Busta in due set, risultato con cui porta il miglior ranking ATP alla 166ª posizione mondiale. Non ripete le semifinali Challenger del fine stagione precedente e a novembre esce dalla top 200.

### 2016-2017, infortunio, crollo nel ranking e lenta risalita, primo titolo Challenger in doppio
Debutta nel tabellone principale di un torneo ATP a Barcellona nel 2016, quando supera nelle qualificazioni Kovalik e Krstin e al primo turno viene sconfitto da Ivan Dodig in tre set. Sarà uno dei pochi risultati di rilievo della stagione, durante la quale subisce una frattura a una vertebra che lo costringe a un periodo di riposo. Con la mancata conferma del titolo a Siviglia si trova alla 450ª posizione e nel gennaio 2017 scende oltre la 500ª. Deve quindi dedicarsi ai tornei Futures e risale la classifica raggiungendo 6 finali e vincendone 3. Torna a giocare nei Challenger e a settembre vince per la prima volta un Challenger in doppio proprio a Siviglia in coppia con Íñigo Cervantes. Chiude il 2017 al 265º posto nel ranking di singolare.

### 2018-2019, primo quarto di finale ATP
L'anno successivo prende parte con una wild card al torneo di Buenos Aires e viene battuto all'esordio da Thomaz Bellucci. Nel prosieguo della stagione disputa in singolare una finale e una semifinale Challenger e vince solo una delle cinque finali ITF raggiunte, senza compiere sostanziali progressi in classifica. Nel febbraio 2019 disputa a Cordoba il primo quarto di finale ATP in carriera: supera nelle qualificazioni Trungelliti e Quinzi, al primo turno del main draw batte Cameron Norrie e agli ottavi gode del ritiro del nº 23 del mondo Carreño Busta nel secondo set. Nei quarti viene superato in due partite da Juan Ignacio Londero, poi vincitore del torneo. Nel prosieguo della stagione gioca soprattutto nei Challenger senza conseguire altri risultati di rilievo, e alle qualificazioni degli ultimi tre Slam stagionali non vince alcun match.

### 2020-2021, nuovo crollo nel ranking e rientro nella top 200
Anche nel 2020 gioca a Córdoba, stavolta con una wild card, batte al primo turno Hugo Dellien prima di essere eliminato agli ottavi da Londero. Scende così alla 461ª posizione del ranking, la peggiore da marzo 2017, e deve tornare a giocare nei tornei ITF. Ottiene alcuni buoni risultati e risale lentamente la classifica, ad aprile del 2021 torna ad aggiudicarsi un titolo Challenger vincendo in singolare il torneo di Oeiras II, risultato con cui rientra nella top 200. In questo periodo inizia a giocare esclusivamente nei Challenger e a luglio vince il torneo di doppio a Tampere.

### 2022, 4 titoli Challenger, terzo turno agli US Open e top 60
Torna a mettersi in luce nella primavera del 2022 raggiungendo in singolare tre finali Challenger, perde quella di Marbella e si impone in quelle di Madrid e Praga, portando il best ranking alla 152ª posizione. Nello stesso periodo migliora il best ranking anche in doppio con le finali Challenger raggiunte a Santiago del Cile e a Murcia. A maggio supera per la prima volta le qualificazioni in una prova del Grande Slam al Roland Garros, al primo turno del tabellone principale ha la meglio su Norbert Gombos e viene quindi eliminato da Hugo Gaston. Conferma il buon momento raggiungendo la finale al Challenger di Lione, elimina tra gli altri Richard Gasquet e viene sconfitto in due set da Corentin Moutet.
In luglio si aggiudica il Challenger di Todi con il netto successo in finale su Nicolás Kicker ed entra per la prima volta nella top 100 del ranking, al 98º posto. Perde a sorpresa la finale al successivo Challenger di Verona contro il qualificato Francesco Maestrelli. Continua a migliorare il best ranking e ad agosto vince il Challenger 125 di Santo Domingo superando in finale Marco Trungelliti al terzo set. Si spinge fino al terzo turno agli US Open e subisce un'altra sconfitta contro Moutet. Riprende a risalire la classifica a ottobre con i secondi turni raggiunti nei tornei ATP di Gijón e Napoli, il mese successivo porta il best ranking al 54º posto mondiale.

### 2023, primo titolo ATP, top 50 ed esordio in Coppa Davis
Nei primi due mesi dell'anno vince solo un incontro all'ATP 250 di Buenos Aires. Fra le sconfitte di questo periodo vi è quella contro Emil Ruusuvuori al suo esordio nella squadra argentina di Coppa Davis nella sfida vinta dalla Finlandia per 3-1. Ad aprile disputa la prima finale stagionale al Challenger di Madrid e viene sconfitto da Alexander Shevchenko. Si spinge per la prima volta fino al quarto turno in un torneo Masters 1000 al Madrid Open con i successi sul nº 30 del mondo Francisco Cerúndolo e sul nº 11 Frances Tiafoe, ed esce di scena perdendo al terzo set contro Jan-Lennard Struff. Viene eliminato al secondo turno al Roland Garros – dopo aver superato al quinto set Dominic Thiem – e al primo turno al suo esordio assoluto a Wimbledon, risultati con cui scende al 90º posto del ranking.
Si riscatta subito dopo vincendo a Gstaad il primo titolo ATP in carriera; elimina tra gli altri la testa di serie nº 1 Roberto Bautista Agut, mentre in finale ha la meglio su Albert Ramos Viñolas con il punteggio di 3-6, 6-0, 7-5. Con questo risultato guadagna 41 posizioni in classifica e porta il best ranking alla 49ª; due settimane più tardi sale alla 48ª dopo i quarti di finale raggiunti a Kitzbühel. Resta fermo un mese e al rientro esce al primo turno agli US Open. Nel finale di stagione vince qualche incontro nei tornei Challenger senza andare oltre la semifinale giocata allo Shenzhen Longhua Open.

### 2024-2025, crollo nel ranking
Inizia il 2024 con undici sconfitte consecutive, torna al successo solo ad aprile al Madrid Open e viene sconfitto al terzo turno da Nadal dopo aver eliminato il nº 21 ATP Frances Tiafoe. Esce di nuovo al primo turno nei tre successivi tornei ed esce dalla top 100. Torna a vincere nei tornei Challenger, pur senza superare le semifinali. Esce al primo turno a Gstaad, dove era campione uscente, e due settimane dopo esce dalla top 200. Dopo la sconfitta a Gstaad perde anche gli ultimi cinque incontri della stagione. La crisi continua nei primi mesi del 2025, nei quali gioca solo nei Challenger e vince solo alcuni incontri nelle qualificazioni e al primo turno; già a gennaio esce dalla top 300.

## Statistiche
Aggiornate al 26 maggio 2025.

### Singolare

#### Vittorie (1)
| Legenda              |
| Grande Slam (0)      |
| ATP Finals (0)       |
| ATP Masters 1000 (0) |
| ATP Tour 500 (0)     |
| ATP Tour 250 (1)     |

| N. | Data           | Torneo                    | Superficie  | Avversario in finale | Punteggio     |
| 1. | 23 luglio 2023 | Swiss Open Gstaad, Gstaad | Terra rossa | Albert Ramos Viñolas | 3-6, 6-0, 7-5 |

### Tornei minori

#### Singolare

##### Vittorie (15)
| Legenda tornei minori |
| Challenger (6)        |
| ITF (9)               |

| N.  | Data              | Torneo                                       | Superficie   | Avversario in finale    | Punteggio        |
| 1.  | 21 giugno 2014    | Italy F8, Siena                              | Terra rossa  | Gleb Sakharov           | 7-6(4), 7-5      |
| 2.  | 27 luglio 2014    | Spain F8, Dénia                              | Terra rossa  | Maverick Banes          | 6-4, 3-6, 6-4    |
| 3.  | 13 settembre 2015 | Copa Sevilla, Siviglia                       | Terra gialla | Pablo Carreño Busta     | 7-5, 6-3         |
| 4.  | 19 marzo 2017     | Spain F7, Jávea                              | Terra rossa  | Bernabé Zapata Miralles | 6-3, 6-3         |
| 5.  | 9 aprile 2017     | Spain F10, Madrid                            | Terra rossa  | Ivan Gakhov             | 6-3, 6-3         |
| 6.  | 14 maggio 2017    | Spain F13, Valldoreix                        | Terra rossa  | Orlando Luz             | 6-2, 6-1         |
| 7.  | 15 giugno 2018    | Spain F18, Getxo                             | Terra rossa  | Carlos Boluda-Purkiss   | 6-3, 7-5         |
| 8.  | 23 febbraio 2020  | M15 Mallorca Open, Paguera                   | Terra rossa  | Mathieu Perchicot       | 6-4, 6-2         |
| 9.  | 21 febbraio 2021  | M15 Antalya                                  | Terra rossa  | Matías Zukas            | 6-1, 6-4         |
| 10. | 21 marzo 2021     | M25 La Nucia                                 | Terra rossa  | Georgii Kravchenko      | 7-6(2), 6-0      |
| 11. | 11 aprile 2021    | Oeiras Challenger II, Oeiras                 | Terra rossa  | Nuno Borges             | 7-6(4), 7-6(3)   |
| 12. | 17 aprile 2022    | Open Comunidad de Madrid, Madrid             | Terra rossa  | Marco Trungelliti       | 6-3, 6(3)-7, 6-3 |
| 13. | 8 maggio 2022     | I. ČLTK Prague Open, Praga                   | Terra rossa  | Lorenzo Giustino        | 6-3, 7-6(4)      |
| 14. | 10 luglio 2022    | Internazionali di Tennis Città di Todi, Todi | Terra rossa  | Nicolás Kicker          | 6-1, 6-2         |
| 15. | 20 agosto 2022    | Santo Domingo Open, Santo Domingo            | Terra verde  | Marco Trungelliti       | 6-4, 2-6, 6-3    |

##### Finali perse (21)
| Legenda tornei minori |
| Challenger (5)        |
| ITF (16)              |

| N.  | Data              | Torneo                                   | Superficie  | Avversario in finale      | Punteggio          |
| 1.  | 1º settembre 2013 | Argentina F16, Santiago del Estero       | Terra rossa | Andrés Molteni            | 1-6, 6-4, 0-6      |
| 2.  | 29 settembre 2013 | Argentina F20, Cordoba                   | Terra rossa | Nicolás Kicker            | 3-6, 2-6           |
| 3.  | 16 febbraio 2014  | Argentina F3, Villa Allende              | Terra rossa | Gabriel Alejandro Hidalgo | 1-6, 7-6(1), 1-6   |
| 4.  | 23 marzo 2014     | Argentina F5, Rosario                    | Terra rossa | Juan Pablo Paz            | 3-6, 4-6           |
| 5.  | 28 settembre 2014 | Spain F28, Siviglia                      | Terra rossa | Daniel Masur              | 5-7, 3-6           |
| 6.  | 5 ottobre 2014    | Spain F29, Sabadell                      | Terra rossa | Roberto Carballés Baena   | 4-6, 4-6           |
| 7.  | 8 febbraio 2015   | Spain F2, Paguera                        | Terra rossa | Gianluca Naso             | 4-6, 4-6           |
| 8.  | 29 gennaio 2017   | Spain F2, Manacor                        | Terra rossa | Ricardo Ojeda Lara        | 4-6, 3-6           |
| 9.  | 21 maggio 2017    | Spain F14, Vic                           | Terra rossa | Rafael Matos              | 6-4, 0-6, 0-1 rit. |
| 10. | 17 settembre 2017 | Spain F29, Siviglia                      | Terra rossa | Daniel Muñoz de la Nava   | 6(5)-7, 2-6        |
| 11. | 15 aprile 2018    | Portugal F7, Porto                       | Terra rossa | Attila Balázs             | 0-6, 4-6           |
| 12. | 22 aprile 2018    | Spain F9, Madrid                         | Terra rossa | Mario Vilella Martínez    | 4-6, 0-6           |
| 13. | 29 aprile 2018    | Spain F10, Majadahonda                   | Terra rossa | Steven Diez               | 3-6, 6-3, 5-7      |
| 14. | 18 novembre 2018  | Challenger de Buenos Aires, Buenos Aires | Terra rossa | Pablo Andujar             | 3-6, 1-6           |
| 15. | 1º marzo 2020     | M25 Antalya                              | Terra rossa | Duje Ajduković            | 6-3, 4-6, 6(2)-7   |
| 16. | 8 marzo 2020      | M25 Murcia                               | Terra rossa | Pablo Llamas Ruiz         | 4-6, 6-3, 3-6      |
| 17. | 23 maggio 2021    | M25, Vic                                 | Terra rossa | Carlos Gimeno Valero      | 6-1, 3-6, 4-6      |
| 18. | 3 aprile 2022     | Andalucía Challenger, Marbella           | Terra rossa | Jaume Munar               | 2-6, 2-6           |
| 19. | 12 giugno 2022    | Open de Lyon Challenger, Lione           | Terra rossa | Corentin Moutet           | 4-6, 4-6           |
| 20. | 16 luglio 2022    | Internazionali di Tennis Verona, Verona  | Terra rossa | Francesco Maestrelli      | 6-3, 3-6, 0-6      |
| 21. | 16 aprile 2023    | Open Comunidad de Madrid, Madrid         | Terra rossa | Alexander Shevchenko      | 4-6, 3-6           |

#### Doppio

##### Vittorie (8)
| Legenda tornei minori |
| Challenger (2)        |
| ITF (6)               |

| N. | Data              | Torneo                      | Superficie   | Compagno                | Avversari in finale               | Punteggio           |
| 1. | 29 novembre 2013  | Chile F9, Santiago del Cile | Terra rossa  | Guillermo Nuñez         | Nicolás Jarry Simon Navarro       | 7-5, 6-3            |
| 2. | 20 giugno 2014    | Italy F19, Siena            | Terra rossa  | Pablo Galdon            | Alexandre Massa Gleb Sakharov     | 6-3, 7-6(4)         |
| 3. | 9 settembre 2017  | Copa Sevilla, Siviglia      | Terra gialla | Íñigo Cervantes         | Ivan Gachov David Vega Hernández  | 7-6(5), 3-6 [10-5]  |
| 4. | 20 aprile 2018    | Spain F9, Madrid            | Terra rossa  | Patricio Heras          | Diego Hidalgo Juan Carlos Saez    | 7-6(2), 3-6, [10-7] |
| 5. | 19 settembre 2020 | M25 Praga                   | Terra rossa  | Sebastián Báez          | Lucas Miedler Jan Zieliński       | 7-6(4), 6-1         |
| 6. | 16 gennaio 2021   | M15 Antalya                 | Terra rossa  | Juan Manuel Cerúndolo   | Vladyslav Orlov Denis Yevseyev    | 7-5, 6-2            |
| 7. | 20 febbraio 2021  | M15 Antalya                 | Terra rossa  | Genaro Alberto Olivieri | Nicolás Mejía Pedro Vives Marcos  | 5-7, 6-1, [14-12]   |
| 8. | 24 luglio 2021    | Tampere Open, Tampere       | Terra rossa  | Facundo Mena            | Orlando Luz Felipe Meligeni Alves | 7-5, 6-3            |